# Фестиваль Fantasporto 1990 года

## Лауреаты конкурса полнометражных лент
- Лучший фильм — Чёрная радуга (Black Rainbow), Великобритания, режиссёр Майк Ходжес
- Лучший режиссёр — Джордж Слейзер за фильм «Исчезновение» (Spoorloos aka The Vanishing), Нидерланды, 1988
- Лучший актёр — Бернар-Пьер Доннадьё в фильме «Исчезновение» (Spoorloos aka The Vanishing), Нидерланды, 1988
- Лучшая актриса — Розанна Аркетт за роль в фильме «Чёрная радуга» (Black Rainbow)
- Лучший сценарий — Иманул Урибе за работу к фильму «Чёрная луна» (La Luna Negra), Испания, режиссёр Иманул Урибе
- Лучший оператор — Марк Альберг за съёмку фильма «Город-призрак» (Ghost Town), США, режиссёр Ричард Говернор
- Приз критики — «Кошмар на улице Вязов 5: Дитя сна» (Nightmare on Elm Street V), США, режиссёр Стивен Хопкинс
- Специальное упоминание:
  - Звезда (Etoile), Италия, режиссёр Петер Дель Монте
  - Война (War), режиссёры Майкл Херц, Сэм Уэйл
- Приз зрителей — «Чёрная луна» (La Luna Negra), Испания, режиссёр Иманул Урибе